# Jatiel
Jatiel (aragónul Exatiel vagy Xatiel) település Spanyolországban, Teruel tartományban. Jatiel Sástago, Castelnou, Samper de Calanda és La Puebla de Híjar községekkel határos. Lakosainak száma 49 fő (2024).

## Népesség
A település népessége az utóbbi években az alábbiak szerint változott:
| Lakosok száma | 60   | 63   | 55   | 55   | 49   | 48   | 41   | 37   | 46   | 49   |
|               | 2001 | 2004 | 2007 | 2009 | 2012 | 2014 | 2017 | 2019 | 2022 | 2024 |